# Alain Mosconi
Alain Mosconi (Francia, 9 de septiembre de 1949) es un nadador  retirado especializado en pruebas de estilo libre media distancia, donde consiguió ser medallista de bronce olímpico en 1968 en los 400 metros.
Luego se convirtió en Director de Ventas de Francia para Ford Automóviles, luego Gerente General de los grupos automotrices General Motors Francia, la marca Opel, Seat Francia, luego Presidente y CEO del grupo Fiat Auto France, Fiat, Alfa Roméo y Lancia, antes de comprar un concesionario BMW en Avignon hasta 2007.

## Carrera deportiva
En los Juegos Olímpicos de México 1968 ganó la medalla de bronce en los 400 metros libre, con un tiempo de 4:13.3 segundos, tras el estadounidense Michael Burton (récord olímpico con 4:00.9 segundos) y el canadiense Ralph Hutton.